# الروضه الشمالیه
الروضه الشمالیه یک منطقهٔ مسکونی در عربستان سعودی است که در استان مکه واقع شده‌است.